# Jan Tobiasz Brzozowski
Jan Tobiasz Brzozowski herbu Korab (zm. przed 14 lipca 1707 roku) – wojski podlaski w latach 1677–1703, cześnik czernihowski w latach 1661–1677.
Jako poseł ziemi bielskiej na sejm elekcyjny 1669 roku był elektorem Michała Korybuta Wiśniowieckiego z ziemi bielskiej w 1669 roku. W 1674 roku był elektorem Jana III Sobieskiego z ziemi bielskiej.